# 2013年新加坡小印度骚乱
2013年新加坡小印度骚乱（英語：2013 Little India riot）是於2013年12月8日发生在新加坡小印度的暴乱。
起因为於新加坡时间晚上21:23分，一名印度客工在小印度跑马埔路（Race Course Rd）和翰莎路（Hampshire Rd）的十字路口被一辆私人巴士撞倒后当场丧命，引发工友及路人不满，聚众包围袭击了肇事车辆、警察车及随后赶到的救护车。逾300名外籍客工参与此事，暴乱共持续兩个多小时。这起事件是新加坡独立后的第二起暴乱，自1969年种族暴动后40余年内的首宗暴乱。

## 暴乱过程
暴乱持续逾两小时，直至午夜时分暴乱地区的局势才得以控制，新加坡警察部队特别行动指挥处和辜加警察团都参与其中。一位目击者报告，一些暴徒呈现醉酒状态，并且向警務和民防部隊人員投掷石块、酒瓶及垃圾桶。滋事者还将警察车和救护车推翻，并且纵火烧车，导致一辆救护车被烧后引发爆炸。
新加坡警察部隊出动防暴车，並且派遣约300員警察力量参与平定事件，12月8日11时许逐步控制了局面，在现场逮捕数十人。12月9日凌晨，所有滋事者被驱离现场。

### 事件时间表
| 时间        | 发展情况 |
| ----------- | --- |
| 12月8日     | |
| 21:23–21:25 | 警察部隊和民防部隊接到小印度发生事故的消息。                                                                                                 |
| 21:31–21:38 | 首批警察車和救护车抵达现场，现场聚集了约100人。                                                                                              |
| 21:41–21:45 | 增援的警察陆续赶到现场，聚集人数上升至约400人并且出现了难以控制的迹象。特别行动指挥处人員抵达现场。                                          |
| 21:56–22:11 | 警察和民防部队人員试图将被壓在车轮下的遇难者取出，并且掩护巴士司机和其助手，从车内转移到救护车上。围观群众变得富有攻击性，並且開始投掷东西。 |
| 22:30–22:40 | 两组特别行动指挥处人员抵达现场，警察在全岛范围内调集来53辆巡逻警车。                                                                         |
| 22:44       | 特别行动指挥处人员加入防暴队伍，驱散围观群众，警察开始逮捕滋事者。                                                                           |
| 23:45       | 围观群众被驱散，警察将高可视性巡逻车驶進此一区域，阻止滋事者重新集结。                                                                       |
| 12月9日     | |
| 00:01–05:08 | 警方开始在现场进行调查取证。张志贤、易华仁、黄裕喜和云维德抵达现场。在调查环节结束后国家环境局（NEA）进入开始打扫暴乱现场。                  |
| 06:45       | 跑马埔路恢复交通。 |

## 事件后续

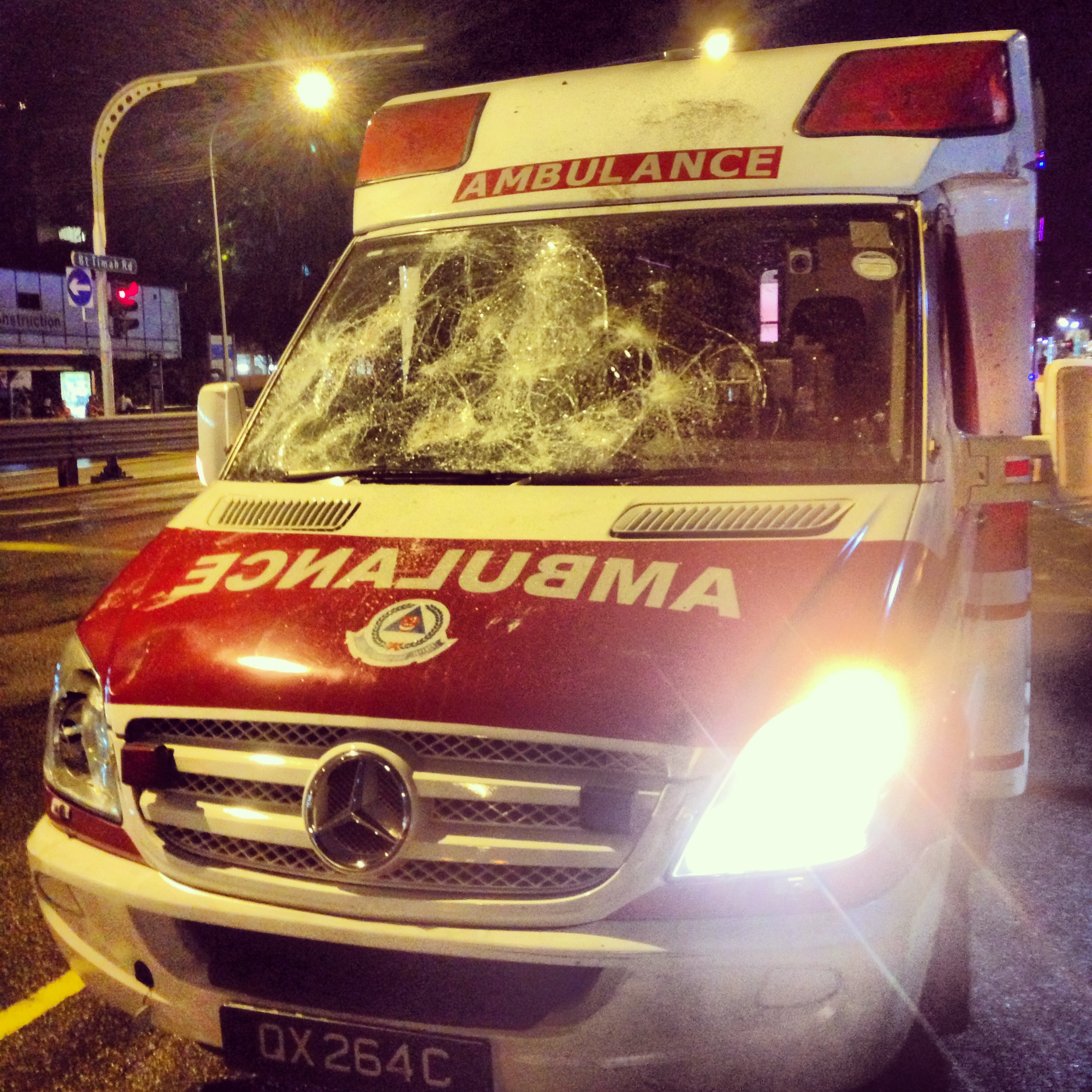
跑马埔路路口一辆暴乱中被砸毁的民防部队奔驰救护车

25辆救护车被暴徒及滋事者毁坏，其中5辆被烧毁。上传网络的现场影片画面显示，暴徒将停靠在他们一侧的警车掀翻并且纵火燃烧一辆救护车。39名警察、4名新加坡民防部队成员和一些辅警受伤。
一共有约400名客工参与骚乱。新加坡警察部队出动300名暴动警察。12月9日，新加坡警方召开了记者会，通报事件进展，新加坡副总理兼内政部长张志贤出席。警方称已逮捕27名涉嫌暴动或是暴乱后不肯离去的人员，这些人均来自南亚国家，其中24人为印度国籍、两人为孟加拉国国籍还有一人为新加坡永久居民。经进一步调查后，证实两名孟加拉籍客工和一名新加坡永久居民没有参与骚乱事件。
2013年12月11日至14日，多9名來自泰米爾納德邦的印度籍客工因参与骚乱，而面对相同控状，被控上法庭。3名于11日被控，4名于12日被控，两名于14日被控，将被提控人数提高至33名。2014年2月10日，一名印度建築工人因與騷亂有關的指控被判處15週監禁。2014年10月2日，一名男子因推翻警車被判處25個月監禁，並鞭刊三下。2014年12月2日，一名建築工人因在騷亂中襲擊警察而被判處一年監禁。
此外，有53名工人被驅逐出境，罪名包括妨礙警察行動、不遵守警察命令驅散，另外在場的200名工人收到了要求此後遵守法律的政府文件。
這次騷亂最終導致了一項新法律的實施，即2015年的《酒类管制（供应与饮用）法》，禁止從晚上10:30到早上7點在所有公共場所飲酒。 這還包括禁止在這段時間內銷售朗姆酒和葡萄乾冰淇淋等酒精產品，不過這該禁令於2019年取消。

## 各方反应

### 国内反应
新加坡總理李显龙下令內政部設立調查委員會徹查騷亂原因，檢討應對現有外籍勞工聚集的措施，以法律为准绳，严惩肇事者。随后他指出这场暴乱是一起孤立事件，呼吁民众不要煽動排外情緒抹黑所有外籍勞工。新加坡副总理兼内政部长张志贤表示，将不遗余力的缉拿漏网的暴徒。副总理张志贤也呼吁民众保持冷静，新加坡警方也将查找其他逃逸的暴徒，严厉和公正地调查案件。
新加坡交通部长吕德耀在Facebook上发表文字，表示将考虑在小印度试行限酒措施。12月9日，内政部第二部长易华仁宣布，警方在事件发生的第一个周末对小印度商店实行禁止售卖酒精饮料的临时性措施。
这一事件也引发了新加坡人对越来越多外籍劳工出现的网络讨论。由于该国依赖外劳提升经济的模式导致的问题不断升温，已经使国内民众对政府的不满不断加深，亦使本地民众的政治取向出现变化，族群问题隐现，来自南亚的劳工，大比例的占据着如建筑工人这类的基礎技术职位。
新加坡政府则希望尽可能的降低此事的负面影响。

### 国际反应
：孟加拉驻新加坡最高专员公署最高专员马赫布卜·扎曼（Mahbub Uz Zaman）表示，被巴士撞死的外籍劳工并非孟加拉国人，呼吁孟加拉人社区全力配合新加坡政府的调查工作。
 印度：12月9日，印度驻新加坡最高专员公署在其官方网站发布公开称，该公署一直与新加坡当局保持联系，查明真相，呼吁各方保持冷静。印度公署已确认在车祸中丧命的印度男子的身份，并将尽力协助受影响的印度公民。

## 媒体不实报道事件

### 印度媒体
2013年12月9日，印度的太阳电视频道报道，车祸死者是被巴士司机驱赶下车的，也声称在新加坡的印度公民因为害怕被当地华人攻击，或遭警方骚扰，而躲在家中。新加坡驻印度高级专员林传权致函给电视台，要求纠正有关“完全错误”的报道。太阳电视频道随后就此事件道歉，纠正为“正确”的报道。

### 台湾媒体
2013年12月9日，台湾中天新聞台政论节目《新闻龙卷风》针对小印度骚乱事件作出不实报道，主持人戴立綱声称，新加坡总理李显龙将“严惩”27名滋事者，并且“祭出那鞭刑”。新加坡驻台北商务办事处发表声明，指李显龙总理事实上于12月9日在Facebook专页上留言说：“我们将竭尽所能找出罪犯，并将他们绳之以法。”，并不像节目所称。中天电视虽早在13日发表声明澄清报道，但代表处发言人称，该声明未能厘清对新加坡的不实报道。